# Pseudogen
Pseudogener är gener som förlorat sin förmåga att koda för proteiner och inte längre är aktiva i cellens livsprocesser. Pseudogener innehåller ofta samma element som funktionella gener, men eftersom pseudogener inte längre kodar för proteiner betraktas de som inaktiva gener. Pseudogener uppstår genom vissa mutationer, till exempel när stoppkodon introduceras, rambyten eller när transkription inte kan initieras. Pseudogener klassificeras ofta som skräp-DNA då man länge trott att de inte fyller någon funktion. Nyare forskningsresultat visar dock att detta inte är fallet. Man har i alla fall kunnat bevisa att pseudogener i både möss och människor transkriberas. Detta i sig är inte bevis nog för att bevisa biologisk funktion men det är en bra indikation.